# Teodoryk (imię)
Teodoryk – imię męskie pochodzenia germańskiego, zapisywane w Polsce od średniowiecza. Poza zbliżonym brzmieniem, nie ma ono wiele wspólnego z imieniem Teodor.
Pierwszy człon to germ. þeudo, stsas. thioda, stwniem. diot — „lud”; drugi, -rich, -rik, to „potężny, królewski”, później także „bogaty, wysoko urodzony, dostojny”. W Polsce imię to notowane było w formach Teodericus (od 1213 r.), Teodoricus, Teodricus, Thedricus, Dit(e)rich, Tebrich, Dzidrzych, Dziedrzych, (Dziedrzyk), Dzietrzych, Dzietrzyk, Dzietrzysz-ek, Dzietrzysz-ko, Dzitrzych, (Dzitrzyk) (od 1226 r.), Wietrzych. Spotykany w części polskiej literatury onomastycznej pogląd, iż Szczedrzyk jest jedną z form tego imienia, nie ma oparcia w źródłach.
Niektóre możliwe staropolskie zdrobnienia: Dyt(ek), Dytko, Dytel, Dytka (masc.), Dytusz, Dzietko, Dziec(z)ko.

## Odpowiedniki w innych językach
- łacina — Theodericus, Theodoricus
- język angielski — Theodorick, Derrick, Derek, Dirk[3]
- język duński — Diederik
- język francuski — Théodoric, Thierry
- język niemiecki — Theoderich, Theodorich, Dietrich
- język norweski — Didrik
- język walijski — Tudor[4]
- język włoski — Teodorico, Teoderico

## Teodorykimieninyobchodzi
- 27 stycznia, jako wspomnienie św. Teodoryka II, biskupa Orleanu, patrona Tonnerre
- 2 lutego, jako wspomnienie św. Teodoryka, męczennika z Ebsdorfu[5]
- 1 lipca, jako wspomnienie św. Teodoryka, opata z Mont-d'Or oraz św. Teodoryka, opata z Saint-Evroult
- 9 lipca, jako wspomnienie św. Teodoryka Endema oraz św. Teodoryka Balata
- 25 sierpnia, jako wspomnienie św. Teodoryka, opata z Saint-Hubert
- 7 września, jako wspomnienie św. Teodoryka z Metzu
- 15 października, jako wspomnienie św. Teodoryka Niemca[6].

## Znane osoby noszące imię Teodoryk
- Dytryk — margrabia Marchii Północnej, ojciec Ody, teść Mieszka I
- Dytryk — rzeczywisty bądź tytularny polski książę dzielnicowy; syn jednego z przyrodnich braci Bolesława Chrobrego: Mieszka Mieszkowica lub Lamberta; wnuk Mieszka I i Ody; imię otrzymał prawdopodobnie po pradziadku, margrabim Marchii Północnej
- Teodoryk Wielki — król Ostrogotów z dynastii Amalów
- Teoderyk I — król Wizygotów
- Teodoryk II — król Wizygotów
- Teuderyk I — władca Franków z dynastii Merowingów, król Metz, Reims i Austrazji od 511
- Teuderyk IV — król Franków
- Teodoryk, antypapież
- Mistrz Teodoryk — malarz czeski
- Thierry Alzacki — hrabia Flandrii
- Teodoryk Prus — kasztelan świecki, kasztelan bydgoski od ok. połowy lat 60. XIII wieku do 1268 r.
- Teodoryk z Bernicji - władca Bernicji
- Dirk II (930–988) — hrabia Holandii i Zachodniej Fryzji
- Dirk III — hrabia Holandii
- Dytryk I — margrabia Łużyc
- Dytryk II — margrabia Łużyc
- Dytryk I Zgnębiony — margrabia Miśni i Łużyc
- Dytryk (Diezmann) — margrabia Łużyc i landgraf Turyngii
- Dytryk Mądry — margrabia Landsbergu
- Dytryk I — hrabia Kleve
- Dytryk II — hrabia Kleve
- Dytryk III — hrabia Kleve
- Dytryk IV — hrabia Kleve
- Dytryk V — hrabia Kleve
- Dytryk VI — hrabia Kleve
- Dytryk VII — hrabia Kleve
- Dytryk – hrabia Mark
- Derrick Adkins — amerykański lekkoatleta
- Thierry Amiel — piosenkarz francuski
- Derek Anderson — amerykański futbolista
- Derek Anderson — amerykański koszykarz
- Dietrich von Altenburg — wielki mistrz krzyżacki w latach 1335–1341
- Derrick Atkins — lekkoatleta (sprinter) pochodzący z wysp Bahama
- Thierry Bacconnier — francuski piłkarz
- Dietrich Bahner — niemiecki polityk
- Dietrich Barfurth — niemiecki anatom i embriolog
- Derek Barton — chemik brytyjski, laureat Nagrody Nobla
- Dirk Benedict — amerykański aktor, scenarzysta i reżyser
- Derek Boateng — piłkarz ghański
- Dirk Bogarde — brytyjski aktor
- Diederik Boer — holenderski piłkarz
- Dietrich Bonhoeffer — niemiecki ksiądz ewangelicki, teolog i antyfaszysta
- Thierry Boutsen — belgijski kierowca Formuły 1
- Derek Boyer — australijski trójboista siłowy
- Thierry Breton — francuski polityk oraz przedsiębiorca
- Teodoryk Buczacki Jazłowiecki — kasztelan halicki, kasztelan kamieniecki i starosta podolski
- Dietrich Buxtehude — kompozytor i organista okresu baroku
- Dietrich von Choltitz — niemiecki generał, wojenny gubernator Paryża w czasie II wojny światowej, który sprzeciwił się wykonaniu rozkazu Hitlera, nakazującego zniszczenie miasta
- Dirk Else — niemiecki skoczek narciarski
- Derek Fisher — koszykarz amerykański
- Dietrich Fischer-Dieskau — niemiecki śpiewak (baryton)
- Thierry Dusserre — francuski biathlonista
- Dytryk von Gatersleben — mistrz krajowy Prus w latach 1270–1273
- Thierry Gathuessi — kameruński piłkarz
- Thierry Gerbier — francuski biathlonista
- Dirk Graham — kanadyjski hokeista
- Derrick Green — amerykański wokalista i gitarzysta
- Dirk Grübler — niemiecki siatkarz
- Dytryk von Grüningen — mistrz krajowy Inflant zakonu krzyżackiego w latach 1242–1245, mistrz krajowy w Prusach 1247–1259, mistrz krajowy w Niemczech w latach 1254–1256
- Thierry Gueorgiou — francuski zawodnik biegający na orientację
- Dirk Hartog (1580–1621) — holenderski kupiec, żeglarz i odkrywca
- Dirk Heinen — niemiecki piłkarz
- Thierry Henry — francuski piłkarz
- Dietrich von Hildebrand — niemiecki filozof i teolog katolicki
- Dirk van Hogendorp — holenderski generał i dyplomata, hrabia
- Derek Hough — amerykański tancerz, choreograf
- Derek Jacobi — brytyjski aktor i reżyser
- Derrick James — portorykański aktor
- Derek Jarman — brytyjski artysta awangardowy: reżyser filmowy, malarz, scenarzysta, scenograf, poeta i pisarz
- Dirk Kempthorne — polityk amerykański
- Derek Keppel — brytyjski arystokrata i polityk
- Derek Keppel, wicehrabia Bury — brytyjski arystokrata
- Derek King — kanadyjski hokeista
- Dietrich Kraiss — niemiecki generał
- Dirk Kuijt — holenderski piłkarz
- Derek Landy — irlandzki pisarz i scenarzysta
- Derek Lee Ragin — amerykański kontratenor
- Derrick Henry Lehmer — matematyk amerykański
- Thierry Lhermitte — francuski aktor
- Derek Luke — amerykański aktor
- Derek Mahon — północnoirlandzki poeta
- Dirk Marcellis — holenderski piłkarz
- Dietrich Mateschitz — austriacki miliarder
- Derek Mears — amerykański aktor i statysta filmowy
- Dirk Medved — piłkarz belgijski
- Derek Meech — kanadyjski hokeista
- Thierry Meyssan — francuski lewicowy publicysta
- Derek Miles — amerykański lekkoatleta
- Thierry Mugler — francuski projektant mody
- Thierry Neuvic — francuski aktor
- Dirk Nowitzki — niemiecki koszykarz
- Thierry Omeyer — francuski piłkarz ręczny
- Derek Parfit — brytyjski filozof
- Thierry Péponnet — francuski żeglarz sportowy
- Derek Poundstone — amerykański trójboista siłowy
- Derrick Plourde — perkusista, członek m.in. takich zespołów jak Lagwagon
- Derek Prince — autor chrześcijańskich książek i audycji radiowych
- Teodorico Ranieri — kardynał włoski
- Thierry Rey — francuski judoka
- Derek Richardson — amerykański aktor
- Derek Riggs — brytyjski plastyk
- Derek Riordan — szkocki piłkarz
- Derek Roddy — amerykański perkusista
- Derrick Rose — amerykański koszykarz
- Derek Royle — aktor brytyjski
- Thierry Ruinart — francuski benedyktyn
- Thierry Sabine — francuski motocyklista i awanturnik
- Thierry Saussez — francuski konsultant wyspecjalizowany w marketingu politycznym
- Dietrich von Saucken — niemiecki generał
- Dirk Schlächter — niemiecki basista
- Thierry Serfaty — francuski lekarz i pisarz
- Dirk Serries — belgijski muzyk z kręgu muzyki elektronicznej
- Dirk Shafer — amerykański model, scenarzysta i reżyser filmowy, aktor
- Derek Sherinian — amerykański kompozytor, muzyk
- Derek Sikua — premier Wysp Salomona od 20 grudnia 2007
- Derek Soutar — szkocki piłkarz
- Dirk Stikker — holenderski bankier, przemysłowiec, polityk i dyplomata
- Thierry Tusseau — francuski piłkarz
- Dirk Verhofstadt — belgijski teoretyk liberalizmu
- Thierry Vigneron — francuski lekkoatleta
- Derek Walcott — karaibski poeta, pisarz i artysta, laureat Nagrody Nobla
- Derek Warwick — brytyjski kierowca wyścigowy
- Thierry van Werveke — luksemburski aktor
- Derek Whyte — piłkarz szkocki
- Derek Worlock — angielski biskup katolicki
- Wolf Dietrich von Beichlingen — polityk saski
- Joan Derk van der Capellen tot den Pol — polityk holenderski
- Maximilian Dietrich Freisslich — niemiecki kompozytor
- Hans-Dietrich Genscher — niemiecki polityk
- Johan Diderik Grüner (1661–1712) —  duński dyplomata i polityk
- Johann Dietrich von Hoverbeck — pruski dyplomata
- Jan Teodoryk Potocki — podkomorzy halicki, działacz różnowierczy, tłumacz

## Postaci fikcyjne o imieniu Teodoryk
- Dytryk z Bernu — postać fikcyjna występująca w wielu niemieckich średniowiecznych podaniach bohaterskich, w których ukazany bywa zawsze jako mądry człowiek
- Dirk Pitt — postać z popularnych powieściach przygodowych Clive’a Cussler’a
- Derek Shepherd — postać z serialu Chirurdzy
- Derek Hale - jedna z głównych postaci młodzieżowego serialu "Teen wolf - Nastoletni wilkołak"

## Znane osoby o nazwisku Teodoryk
- Tudorowie — dynastia rządząca w Anglii w latach 1485–1603.
- Georg Dietrich — przedsiębiorca niemiecki, działacz charytatywny
- Josef Dietrich — niemiecki wojskowy okresu I i II wojny światowej
- Marek Dietrich — rektor Politechniki Warszawskiej
- Marlena Dietrich
- Tadeusz Dietrich — ekonomista, polityk komunistyczny